# Shirley Clamp
Shirley Clamp, švedska pevka, * 17. februar 1973, Viskafors, Švedska.

## Albumi
- Den långsamma blomman - 2004
- Lever mina drömmar - 2005
- Favoriter på svenska - 2006
- Tålamod - 2007
- För den som älskar - En samling - 2009